# Волтер Фіцсімон

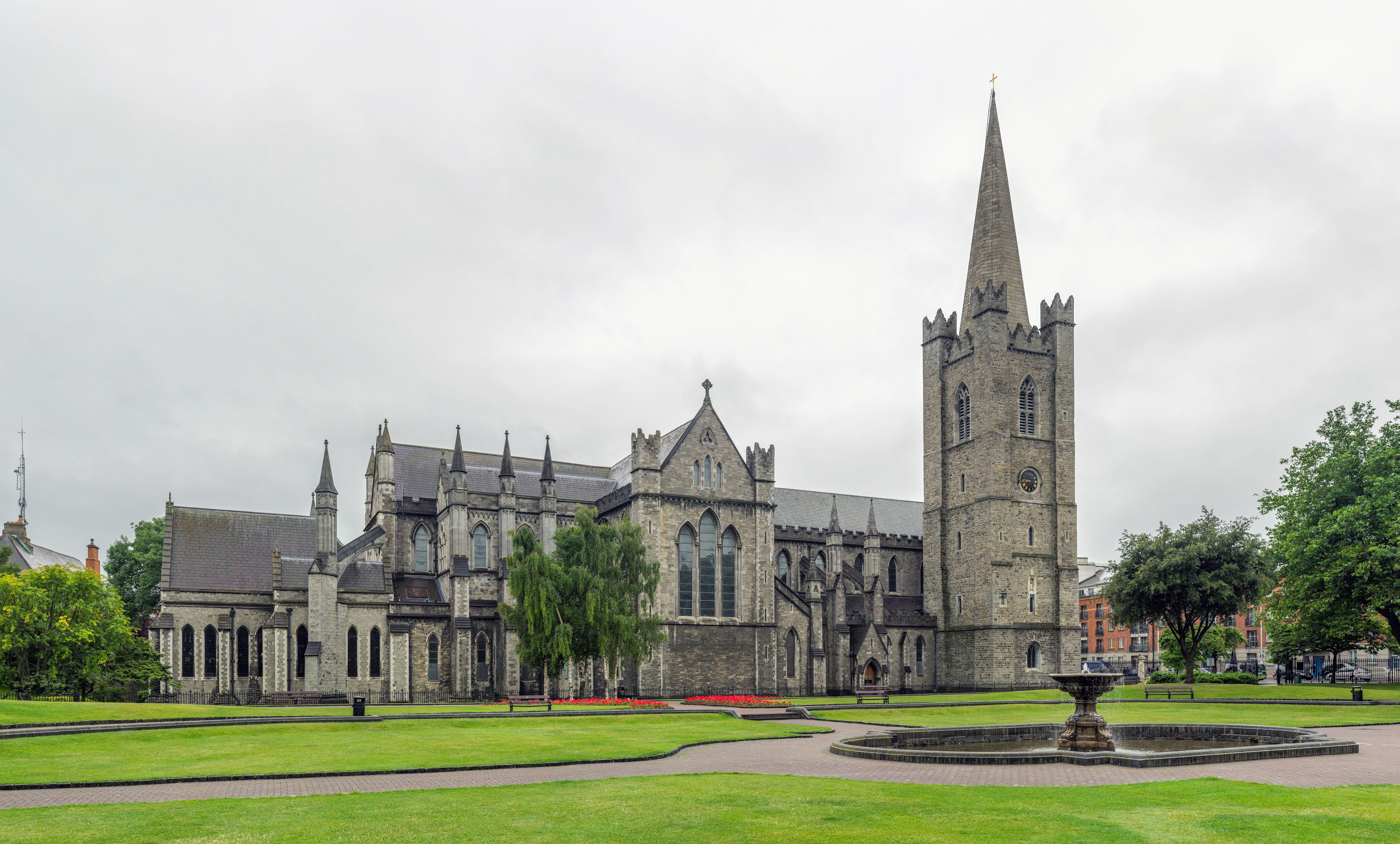
Собор Святого Патріка в Дубліні.

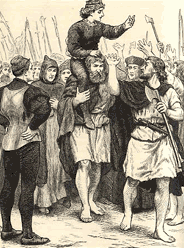
Самозванець Ламберт Сімнел в Ірландії.

Волтер Фіцсімон (англ. Walter Fitzsimon; пом. 1511) — він же Волтер Фіцсімонс — ірландський державний діяч, політик, священнослужитель за часів правління короля Англії та Ірландії Генріха VII. Обіймав посади архієпископа Дубліна та лорд-канцлера Ірландії.

## Життєпис

### Походження
Волтер Фіцсімон народився в Дубліні в родині Роберта Фіцсімона та його дружини Джанет Кьюсак. Своїм походженням і завдяки своїм родичам Волтер Фіцсімон мав тісні зв'язки з впливовою і заможною англо-ірландською шляхтою через свою сестру Елісон, що вийшла заміж (як його третя дружина) за Ніколаса Сент-Лоуренса, IV барона Хоут. Після смерті лорда Хоута Елісон знову вийшла заміж за чоловіка з впоивової родини Планкетт. Незрозуміло, чи був Волтер Фіцсімон родичем Волтера Фіц-Саймонда, якого описують як «джентльмена з Дубліна», якому в 1465—1466 рроках двоє лондонських купців погрожували судовим позовом щодо боргу в розмірі 40 фунтів, який він, зрештою, визнавав. Цікаво, що одним із його співобвинувачених у цій справі був тодішній архієпископ Майкл Трегурі.
Волтер Фіцсімон був призначений настоятелем собору Святого Патріка в 1476 році і представляв капітул собору в парламенті в 1478 році. Він також був генеральним вікарієм дієцезії. Він був висвячений на архієпископа Дубліна в 1484 році. Він був першим архієпископом, який був висвячений у соборі Святого Патріка. Прийнявши підвищення без королівської згоди, він був змушений отримати помилування за свій вчинок. Він був лорд-депутатом Ірландії 1492—1493 роках та лорд-канцлером Ірландії 1496—1498 роках. Він помер у Фінгласі в 1511 році.

### Кар'єра
Як і більшість англо-ірландської шляхти (за винятком свого шурина, лорда Хоута), він зробив помилку, підтримавши претензії самозванця на англійський трон Ламберта Сімнела, і був присутній на його коронації як «короля Англії та Ірландії Едуарда VI» у соборі Крайстчерч, Дублін, хоча неясно, чи він служив там службу божу і коронував самозванця. Після розгрому справи і прихильників Ламберта Сімнела в битві при Сток-Філді Волтер Фіцсімон був помилуваний і зіграв визначну роль у церемонії, за допомогою якої ірландські дворяни спокутували свою «зраду». Невдовзі після цього він посварився з графом Кілдер, домінуючою фігурою в ірландській політиці та рушійною силою повстання Ламберта Сімнела, а також із тестем графа Кілдер, лордом Портлестером, якого він звинуватив у посяганні на тимчасові права архієпархії. Після цього архієпископа вважали надійним прихильником династії Тюдорів. Цілком можливо, що принаймні частково його вплив завадив пізнішому самозванцю на трон Англії — Перкіну Варбеку, отримати значну підтримку в Ірландії.

### Лорд-депутат Ірландії
У 1492 році він став лордом-депутатом Ірландії і скликав парламент у Дубліні, який був в основному присвячений скасуванню заходів, раніше вжитих проти нього його головним політичним опонентом бароном Портлестером. Проте Портлестер і Кілдер все ще були дуже владними, і їхня ворожість призвела до відставки Фіцсімона з посади депутата у вересні 1493 року. Зрештою він примирився з графом Кілдер за ініціативою короля, оскільки Генріх VII визнав, що граф Кілдер був незамінним в уряді Ірландії. Як висловився тоді король Англії: «Якщо ніхто не може приборкати сваволю графа Кілдер в Ірландії, нехай тоді граф Кілдер і керує Ірландією!»
Архієпископ Волтер Фіцсімон вважав себе соціальним реформатором і переконав короля вжити суворих заходів проти жебраків: він стверджував, що більшість із них цілком здатні працювати, але вважають за краще жити на благодійність: «Живуть у лінощів і бездіяльності внаслідок великої кількісті усіляких харчових продуктів, які природним чином виробляє ця земля». Король погодився, і відповідно було видано наказ, згідно з яким нікому не дозволялося жебракувати без свідоцтва відповідної місцевої влади. Крім того, у кожній парафії мав бути побудований робітний будинок для роботи волоцюг і безхатьок. Водночас він закликав молодших синів шляхти, яких він засуджував за їх невиправне неробство, заохочувати до навчання корисного ремесла, а не жити коштом своїх батьків.

### Лорд-канцлер Ірландії
Волтер Фіцсімон обіймав посаду лорд-канцлера Ірландії з 1496 по 1498 рік. Є певні сумніви щодо того, чи він поновив роботу на цій посаді пізніше. Історик О'Фланаган стверджує, що він був старанним лорд-канцлером, але це не змусило його знехтувати своїми обов'язками архієпископа. У 1494 році він провів синод у Дубліні. У 1497 році він надав Джону Аллейну, декану собору Святого Патріка, дозвіл на будівництво лікарні на Кевін-стріт для бідних жителів Дубліна, який, однак, повинен був переконати декана, що вони були добрими католиками бездоганного життя й англійського походження (ірландці в той час були в англійських володіннях людьми другого сорту). Він доклав певних зусиль, щоб відродити мертвий середньовічний Дублінський університет (не плутати з Трініті-коледжем у Дубліні), наклавши на духовенство податки, щоб забезпечувати зарплату викладачам.
У свої останні роки Волтер Фіцсімон провів багато часу при англійському дворі, і, попри його попередню підтримку Ламберта Сімнела, він, здається, користувався повною довірою короля Англії та Ірландії Генріха VII, який за своєю природою та досвідом не був довірливою людиною. Історик О'Фланаган розповідає, що король запитав Волтера Фіцсімона, що він думає про нещодавню проповідь, виголошену одним із королівських капеланів: архієпископ відверто сказав, що це були надмірні лестощі королю. Король, дуже потішившись, відповів, що він також так думає.

## Характер
Сучасники називають Волтера Фіцсімона вченим філософом, людиною серйозною та з владним характером. Болл описує його як людину надзвичайної сили духу та тіла та одного з найосвіченіших людей свого часу. О'Фланаган називає його людиною великої серйозності й освіченості.